# Fehu (singolo)
Fehu è un singolo del gruppo musicale norvegese Wardruna, pubblicato il 21 febbraio 2013 come estratto dal secondo album in studio Runaljod - Yggdrasil.
Sulla copertina del disco campeggia, sovrapposta a una foglia, una rossa Fehu, ossia la prima runa dell'alfabeto Fuþark antico.

## Tracce

La runa Fehu

Download digitale
1. Fehu – 6:45

## Formazione
- Einar "Kvitrafn" Selvik – voce, polistrumentista
- Lindy Fay Hella – voce
- Gaahl – voce